# Михаил Благоев
Михаил Благоев Дамянов е български зограф от Македония, представител на Дебърската художествена школа.

## Биография
Роден е в дебърското село Тресонче, тогава в Османската империя. Липсват данни за датите на рождението и смъртта му. Работи заедно с баща си Благой Дамянов и брат си Христо Благоев.
През 1870 година след смъртта на баща си двамата братя напускат родното си място и заминават да работят в Софийско. Рисуват икони и стенописи с оригинален рисунък, в който преобладават сините цветове. В 1871 година рисуват иконите и стенописите в църквата „Света Троица“ в село Мировяне.
- Стенописи от Долнопасарелския манастир, 1880 г.
- Влизане в Йерусалим
- Свети Йоан Предтеча
- Света Троица
- Апостоли
- Праведни Исус Навин
- Свети Меркурий и Свети Мина

В 1880 година изписват Долнопасарелския манастир „Свети Петър и Павел“. Над входната врата на църквата в нишата имало запазен отчасти надпис, който казва „из рука... Ристо Благоеви из Дебър от село Тресанче“. Втори надпис над вратата отвън дава датата 15 юни 1880 година. Тяхната живопис поразява с яркостта и свежестта на колорита и експресивността на рисунъка. На западната стена е и портретът на ктитора игумен Васил Иванов от Сопот, в почти цял ръст, монашеско облекло, коленичил с ръце скръстени на гърдите и наведена глава. В ръката си тя държи разгърнат свитък с текст „Тебе молимся Владичицу сохрани манастиръ и народъ“.
- Стенописи от „Света Петка“ в Богьовци, 1882 г.
- Ктиторът Гълаб Петров
- Архангел Михаил взима душата на богатия
- Рождество Христово
- Целувката на Юда
- Пилат измива ръцете си
- Разпятие Христово

През 1882 година двамата работят в църквата „Света Петка“ в Богьовци. Забележителен е ктиторският портрет на дядо Гълъб в народна носия.
По-късно работят в църквата „Свети Никола“ в Драговищица, където оставят надпис „Из руки Михаил Зограф Благоев из Дебърско окружие село Тресонче 1884 г. месец април ден 2-рий“. Стенописите тук се отличават с лекота на изпълнението и своеобразния си колорит. На следната 1885 година двамата работят в църквата „Вси Светии“ в Мрамор и в църквата „Свети Николай“ в Негован Стенописите в Негован покриват всички стени на църквата и макар да не са подписани, те много приличат на подписаните в Долнопасарелския манастир, а и имената на зографите са запомнени от стари църковни настоятели. Дело на двамата са и няколко иконостасни икони – на Свети Георги, Свети Димитър, Св. св. Кирил и Методий, Света Троца, както и апостолските и целувателните икони. Иконата на Свети Димитър е подписана „Зограф Михаил Благоев от Тресонче 1886 г.“.
- Иконостас и стенописи от „Вси Светии“ в Мрамор, 1885 г.
- Иконостасът
- Стенопис с Рождество Христово
- Стенопис с Възкресение Христово

- Стенописи в западния трем на „Свети Николай“ в Негован, 1885 г.

Михаил Благоев в 1866 година работи и в църквата „Свети Атанасий“ в Горна Брезница, като на една от иконите оставя надпис „Михаил Благоев изограф из Дебър от село Тресонче 1886 месец януари“.

## Родословие
|  |  |  |  |  |  |  |  |  |  |  |  |  |  |  |  |                  |                |                |                |                |                | Благой Дамянов |  |  |  |  |  |                              |                              |                              |                              |                              |                              |  |  |
|  |  |  |  |  |  |  |  |  |  |  |  |  |  |  |  |                  |                |                |                |                |                |                |  |  |  |  |  |                              |                              |                              |                              |                              |                              |  |  |
|  |  |  |  |  |  |  |  |  |  |  |  |  |  |  |  |                  |                |                |                |                |                |                |  |  |  |  |  |                              |                              |                              |                              |                              |                              |  |  |
|  |  |  |  |  |  |  |  |  |  |  |  |  |  |  |  | Михаил Благоев   | Михаил Благоев | Михаил Благоев | Михаил Благоев | Михаил Благоев | Михаил Благоев |                |  |  |  |  |  | Христо Благоев (1863 – 1947) | Христо Благоев (1863 – 1947) | Христо Благоев (1863 – 1947) | Христо Благоев (1863 – 1947) | Христо Благоев (1863 – 1947) | Христо Благоев (1863 – 1947) |  |  |
|  |  |  |  |  |  |  |  |  |  |  |  |  |  |  |  | Михаил Благоев   | Михаил Благоев | Михаил Благоев | Михаил Благоев | Михаил Благоев | Михаил Благоев |                |  |  |  |  |  | Христо Благоев (1863 – 1947) | Христо Благоев (1863 – 1947) | Христо Благоев (1863 – 1947) | Христо Благоев (1863 – 1947) | Христо Благоев (1863 – 1947) | Христо Благоев (1863 – 1947) |  |  |
|  |  |  |  |  |  |  |  |  |  |  |  |  |  |  |  | Серафим Михайлов |                |                |                |                |                |                |  |  |  |  |  |                              |                              |                              |                              |                              |                              |  |  |